# Pláně
Pláně är en ort i Tjeckien.   Den ligger i regionen Plzeň, i den västra delen av landet, 80 km väster om huvudstaden Prag. Pláně ligger 521 meter över havet och antalet invånare är 264.
Terrängen runt Pláně är platt åt sydväst, men åt nordost är den kuperad. Runt Pláně är det ganska glesbefolkat, med 38 invånare per kvadratkilometer. Närmaste större samhälle är Plasy, 6,1 km öster om Pláně. I omgivningarna runt Pláně växer i huvudsak blandskog.